# Omnium lyonnais de chemins de fer et tramways
L'Omnium lyonnais de chemins de fer et tramways est une société fondée le 29 septembre 1898 chez maitre Pétrus Bernard notaire à Lyon. Elle se spécialise dans la construction et l'exploitation de réseaux de tramways électriques.

## Principaux réseaux gérés
Elle a construit et exploité les réseaux de tramways suivants :
- Tramway de Cannes[3] ;
- Tramway de Poitiers ;
- Tramway de Pau ;
- Tramway de Troyes ;
- Tramway de Bourges ;
- Tramway d'Avignon ;
- Tramway de Fontainebleau ;
- Tramway d'Armentières via la compagnie des Tramways d'Armentières (TA) ;
- Tramway de Sète ;

La société a aussi exploité des chemins de fer :
- Chemins de fer sur route d'Algérie (plusieurs lignes à voie étroite, dont la ligne côtière Castiglione - Alger - Aïn-Taya (77 km), le réseau étant principalement exploité en traction vapeur, sauf la section de 20 km entre Deux-Moulins et Maison-Carrée électrifiée)[4] ;
- Chemin de fer des carrières d'Estrée-Blanche (Nord).

L'Omnium lyonnais a  construit et exploité des lignes du métro parisien au travers de la Société du chemin de fer électrique souterrain Nord-Sud de Paris, appelée plus simplement le « Nord-Sud ».
La société Omnium lyonnais a aussi exploité temporairement les réseaux suivants:
- Tramway de Saint-Quentin
- Tramway de Saint-Etienne (réseau CFVE)
- Tramway de Clermont-Ferrand

La société Omnium lyonnais a des intérêts dans les entreprises industrielles suivantes
- Société des forces motrices de la Sélune,
- Société électrique de la sidérurgie lorraine,
- Société minière française au Maroc,
- Société des mines de Boudjoudoun (Algérie)[7],

## Partenariats
L'Omnium lyonnais, par sa fusion en 1898 avec la Compagnie Nouvelle d'Électricité, disposait d'accords avec la Société alsacienne de constructions mécaniques, titulaire en France des brevets de l'électricien allemand Siemens.

## Dirigeants
- Louis Albert Laurens administrateur de l'Omnium lyonnais[9] ;
- Xavier Janicot, financier, Directeur de l'Omnium Lyonnais[10],[11]